# 江夏豊
江夏 豊（えなつ ゆたか、1948年5月15日 - ）は、兵庫県尼崎市出身（奈良県吉野郡生まれ）の元プロ野球選手（投手）、解説者・評論家・タレント。
2025年現在でも日本記録であるシーズン401奪三振を達成したほか、NPB最多タイ記録となる最優秀救援投手（現在の最多セーブ投手）を6回獲得している。プレーそのものについても「オールスター9連続奪三振」「江夏の21球」など多くのエピソードを持つ。

## 経歴

### 兄から言われて左利きに
1948年5月15日、奈良県吉野郡にて生まれる。鹿児島県出身の母は大阪にいた頃大阪大空襲に遭い疎開先の奈良県吉野郡で江夏の父親となる男性と出会い、豊が生まれた。江夏の母親にとって豊は三男に当たり、14歳年上の長男、7歳年上の次男、と3人とも父親が全員異なるという複雑な家庭環境であり、江夏姓も母方の姓だった。父親は豊が生まれてまもなく失踪。豊はこの頃のことを全く覚えておらず、物心がついた時から母から「お父さんはとっくに死んだ。生き別れた」と言い聞かせられて育った。なお、「江夏」とは南九州に多い姓で、母は「先祖を辿ると島津藩の家老に行き当たる」と語っていた。また、霧島酒造を創業したのは祖父だという。
江夏は、生後半年ほどで母親の故郷である鹿児島県日置郡市来町（現・いちき串木野市）の実家へ引っ越して5年間を過ごす。その後、母親と2人の兄と共に兵庫県尼崎市へ引っ越し、尼崎市立園田中学校を卒業、高校卒業まで尼崎で育った。
幼少期は、近所の子供達と粗末な道具で野球を楽しんでいた。小学校5年生の時に長兄から、ようやくまともなグラブを買ってもらえたが、買い与えられたのは左利き用のグラブであり、「お前は左でやれ」と言われ、右利きであったが、左投げに転向する事となった。
尼崎市立園田中学校では野球部へ入部するも、入部2ヶ月を経過しても球拾いしかさせてもらえないことに不満を抱いて上級生に直訴するが、これが乱闘騒ぎへ発展してしまい、野球部を退部する。この時、監督だった教師から「野球は色んなスポーツの結晶だから、色んなスポーツを体験するように」と諭され、バレーボール・ラグビー・相撲などを経験、最終的に陸上部に落ち着いた。陸上部では砲丸投げの選手として活躍し、県大会で優勝したこともある。一方で野球も、兄の勤める会社の草野球チームに駆り出されてプレーするなど続けていた。
中学卒業後は進学せず「100％就職」するつもりでいたが、中学時代に野球部と陸上部で世話になった教師から進学を強く勧められ、報徳学園、浪商と野球の強豪校を訪れて、その中から進学先を大阪学院大学高校に決めて進学する。
大阪学院大学高等学校へ入学後に本格的に野球を始める。当時の野球部監督の塩釜強は、学生時代にラグビーで国体に出場した経験があるスポーツマンであったが、野球の経験は一切なかった。江夏は高校の3年間で塩釜から野球の技術的な指導は受けた事がなかったが、熱血的な指導で選手を指導し、江夏は魅かれるものを感じていたという。塩釜は猛烈なスパルタ練習を部員に課し、練習が終わった後は疲れで学校から徒歩で僅か10分の実家まで、途中休み休みながら1時間掛かることもしばしばだった。
1966年の夏の甲子園大阪府予選では準決勝に進出するが、のちに阪神タイガースで同僚となる桜塚高の奥田敏輝と投げ合って惜敗。しかし予選6試合を投げ81奪三振、2失点という好成績を残した。また、一度も柵越えの本塁打を打たれたことが無く、唯一打たれたのは明星高の平野光泰にランニング本塁打を許したのみだった。
江夏は高校時代を振り返って、衝撃的だった出来事として鈴木啓示との対戦を挙げている。2年生のある日、鈴木を擁する育英高と練習試合を行い、延長15回の末に0-0の引き分けに終わった。この試合で、江夏は四球を出しながらも完投して15奪三振を挙げる好投を見せる一方、3年生エースだった鈴木はそれを大きく上回る27奪三振を記録した。4番打者として打席に立った江夏は、鈴木が投じる速度のある直球と落差の鋭いカーブに手も足も出ず、「1球もかすらなかった」と述懐している。この出来事がきっかけで江夏は、鈴木が投じていたカーブを習得したい願望が芽生えたという。

### 阪神入団～続く快挙達成

#### 藤本・村山らとの出会い
1966年の第1次ドラフト会議において、阪神タイガース・読売ジャイアンツ・東映フライヤーズ・阪急ブレーブスから1位指名を受け、競合抽選の結果、阪神が指名権を獲得した。しかし、東海大学総長の松前重義が江夏を誘いに直々に大阪に来たこともあって本人は進学を決めており、担当スカウトの河西俊雄が会いに来てもその場で断り続けていた。
その後も阪神は交渉を続け、河西は自身と同じくスカウトを務める佐川直行と共に交渉の席に着くと、いきなり佐川から「お前みたいなピッチャーは別に欲しいとは思わん。俺は（入団してもしなくても）どうでもええんや」と言われた。これには江夏の我慢も限界になり「それなら入ったるわ!」と発し、入団が決まった。
江夏が入団してしばらく経った頃に佐川と再会した際に入団時の話になると、「あれはオレの話術の戦術や。まともに言っても絶対OKと言わんのが分かっとったから怒らした」と言われ、江夏自身も「まんまと術中にはまった」と回顧している。しかし、江夏と共に3人の仲間が進学を内定させていたが、江夏のプロ入りで3人の進学が白紙になり、進学先が高校の系列の大阪学院大学に変わったことで、これについて江夏本人は「申し訳ないことをした」と述べている。
背番号は入団当初のみ「71」を着用していたが、のちに球団から「1」「13」「28」のどれかを着用することを薦められた江夏は、1は「ライバルである鈴木啓示と同じ番号で真似をするようだから」、13を「何となく縁起の悪い番号」という理由で候補から消し、消去法で28を選択した。28番について兄に相談した時には「末広がりみたいな数字で、いいんじゃないか」と言われたという。ちなみに、2014年12月30日放送の「背番号クロニクル」（NHK BS1）の番組内では、28が完全数であることが紹介されているが、江夏本人は「『完全数』って何なのか、それすら僕は知りませんでした」と語っている。
1967年の春季キャンプでは、高校時代まで投げられなかった変化球を習得するために権藤正利をはじめとする先輩投手陣に教えを請うたが、どの投げ方も完全に習得できないまま公式戦が始まってしまった。それでも剛速球を武器に新人でありながらシーズン最多奪三振225を記録し、防御率2.74（リーグ10位）と一定の成績を残した。一方で与四球や被本塁打も多く、打撃力に乏しい当時のチーム事情も重なって12勝13敗と負け数が上回り、新人王のタイトルも武上四郎に阻まれて獲得はならなかった。ただ、球団とは1勝10万円のインセンティブ契約を結んでいたため、年俸相当の収入を得たという。

#### シーズン最多奪三振のプロ野球新記録
1968年のキャンプでは、新たに投手コーチに就任した林義一によって砲丸投げの影響からくる「担ぎ投げ」の癖を矯正され、変化球も徹底的に教え込まれた。これによって制球力の向上と球種を増やし、開幕から前年を上回るペースで勝利数と奪三振数を伸ばしていった。この年を境に江夏は血行障害に悩む村山実に代わってエースとなり、球界を代表する投手へ成長した。このことから江夏は温厚で真摯に指導してくれた林を「お師匠さん」と呼び、慕っている。村山に対してもストイックな野球観に感銘を受けて弟子入りを決意し、練習からロッカールームに至るまで村山の至近距離で一挙手一投足を観察していたが、初年度に江夏が好成績を残すと村山は露骨に江夏を遠ざけるようになった。江夏はエースの座を奪われそうになった村山の器量の狭さゆえの行動と憤慨していたが、のちに自身を一人前の投手として認めてくれたがゆえの「弟子を卒業」という意思表示と気付き、「あれが本物のプロ。勝負師の在り方だと教えてもらった」と自著の中で語っている。

#### こだわった王貞治との対戦
1968年9月17日の対読売ジャイアンツ戦（阪神甲子園球場）で王貞治から三振を奪い、稲尾和久の日本記録を更新するシーズン354奪三振を記録した。そして試合では日本タイ記録となる353個目を王から奪ったが、江夏本人はこれを日本記録更新と勘違いしており、ベンチに戻ってから捕手・辻恭彦に指摘されて初めて気付いたという。そこで江夏は後続の打者を全て意図的に凡打で打ち取り、次の王の打席で宣言通り記録更新となる354個目の三振を奪ってみせるという離れ業をやってのけた。江夏は後年、「（王以外の野手から三振を奪うより）森さんと高橋さんから三振を取らないようにするのが、むしろ大変だった。特に高橋さんを2ストライクまで追い込んだのが一番困った」と語っている。しかもこの試合では、延長12回に江夏自らがサヨナラ安打を放って勝利している。同年は奪三振数を最終的に401個まで伸ばした。

#### 奪三振セ・リーグ記録、日本記録、世界記録は巨人から、ONから
9月17日からの甲子園巨人4連戦前に江夏は、「新記録は巨人を相手にして作りたい。」「奪三振セ・リーグ記録と日本記録は、今度の巨人戦で破ります。どうせ作るなら日本一のチームから作りたい。」「できれば新記録はONから。」「351個目は王さんから、354個目は長嶋さんから。」「セ・リーグの新記録の三振は王さんから、日本新記録は長嶋さんから取りたい、おふくろも見に来ているから負けられない。」と述べていたが、初戦でセ・リーグ記録は３回高橋一三から、日本記録は５回長嶋に中飛を打たれて達成に失敗したが、７回王から日本新を達成した。試合後「新記録は長嶋さん王さんのどちらかから是非とりたかった。それが日本プロ球界を代表する王さんから取れてほんとうにうれしい」と述べている。なお、世界記録のコーファックスの382個は「できることならどんどん記録を塗り変えたい。」「次の後楽園巨人3連戦で、ドジャースのサンディー・コーファックスの382奪三振を破りたい、あと15個ですから。」と述べているが、巨人３連戦で11奪三振と僅かに及ばず、10月8日の名古屋中日戦で世界新記録を達成した。

#### オールスターゲーム江夏8者奪三振スピード王の本領
1970年7月19日のオールスターゲーム第2戦（大阪球場）で先発した江夏は、スピード王の真価を発揮し前日の第1戦では日本新記録の1試合13点をたたき出した張本、野村、大杉の強力クリーンナップを擁する西本パ・リーグの打者から次々に三振を奪い、史上初の8者奪三振を記録した。オールスターゲームでの投手は規定により3イニングまでしか登板できないため、この記録は1試合における事実上の最多奪三振数である。第1戦MVPの先頭打者長池を三振に取るが、池辺を2塁に背負い2死2塁で野村に左中間タイムリー2塁打を打たれるも後続の大杉をカーブで空振り三振に切る、2回代打の有藤、長池を、そして3回池辺、張本、野村と5連続三振（日本タイ記録）で8三振の日本新記録を達成した（8奪三振、1捕邪飛）。江夏は、「3回は全部三振をねらっていた（3者空振り三振）」「日本新記録は全然知らなかった」と述べている。。

#### オールスターゲーム9者連続奪三振
1971年7月17日のオールスターゲーム第1戦（阪急西宮球場）で登板した江夏は、速球と抜群の制球力でパシフィック・リーグの打者から次々に三振を奪い、史上初の9者連続奪三振を記録した。オールスターゲームでの投手は規定により3イニングまでしか登板できないため、この記録は1試合における事実上の最多奪三振数であり、現在でもオールスターゲームにおける単独記録である。打者がキャッチャーフライを打った際に捕手の田淵幸一が追いかけるも「捕るな!」と叫んで制したとされているが、実際には打球がそのまま観客席に入るために追わなくていいと江夏が思ったことに加えて、三振を奪っている最中だったこともあって江夏自身がテンポよく投球したかったために「追うな!」と叫んだものだと著書で語っている。
このあとセ・リーグは、江夏の後を受けて登板した渡辺秀武・高橋一三・水谷寿伸・小谷正勝の継投でパ・リーグを無安打1四球1失策16奪三振に抑え、継投によるノーヒットノーランを達成している。
9連続奪三振を記録した際のボールは江夏の手元に無く、行方不明となっている。これは、捕手の田淵幸一が江夏の記録達成を知らず、球審の三振コールを聞くと同時に無意識に観客席へ投げ入れてしまったためとされており、当時の映像を見ても田淵が球審の三振コールの確認直後に立ち上がり、ベンチ方向へ歩き出しながら後方の観客席へボールを投げ入れる様子が確認できる。ただ、後年になって江夏が番組で王理恵と共演した際に、「田淵というキャッチャーはボールを投げ入れてしまった。でも君のお父さん（王貞治）が拾ってくれてスッと渡してくれたんだよ」と述べている。
江夏は前年のオールスターゲームにおいても5連続三振、後楽園球場で開催の第3戦では1三振を奪っており、連続15奪三振もオールスター記録となっている。さらにこの試合で江夏は、1960年の巽一に次ぐ史上2人目の「オールスターゲームにおける投手の本塁打」を放っており、これを最後にオールスターゲームにおける投手の本塁打は記録されていない。

#### 史上初の延長ノーヒットノーランとV逸
1973年8月30日の対中日ドラゴンズ戦（阪神甲子園球場）では、史上59回目となるノーヒットノーランを達成した。相手先発の松本幸行と延長戦まで投げ合い、11回裏に松本が投じた初球をライト側ラッキーゾーンに運び、「自らサヨナラ本塁打を放つ」という劇的な形で史上初の延長戦ノーヒットノーランを達成した。2024年現在においても日本プロ野球で延長戦ノーヒットノーランを達成しているのは江夏だけである。
しかし、当時は読売ジャイアンツが前人未到の9連覇（いわゆるV9）を成し遂げている真っ只中で、チームは優勝争いに加わるものの、優勝を経験することはできなかった。中でも9連覇を許した1973年は、あと1引分けでも阪神のリーグ優勝が決まる試合（10月20日、対中日ドラゴンズ最終戦）に先発するも5回3失点で敗戦投手となり、チームも勝った方がリーグ優勝という10月22日甲子園球場での巨人戦で0-9で大敗し、またも優勝を逃した。
江夏は現役引退後、この試合では前日に長田睦夫球団代表・鈴木一男常務から「優勝すると金が掛かるから残り2試合は勝ってくれるな。監督も了承しているから」と言われたと明らかにしている。その一方で起用については「試合で負けるためにエースを投げさせる訳も無く、あとで『中日戦は上田で巨人戦は江夏で行けば良かった』という声もあったけどそれは結果論であって、あと1勝すればいいとなったら勝ち星の多い方から行くのは当然。残念な結果になったんですが、僕は今でもあれは正攻法だったと思う。僕の力が及ばなかったから負けたということ」と采配に理解を示している。他方、対中日戦の試合後には、途中での降板（7回表2死無走者の自打席で代打を送られる）について「あんなところで引っ込められたら先発した意味があらへん。人をバカにしとる。最終戦? 知らん!」と発言して「ベンチ内がぎくしゃく」したとも伝えられており、22日の対巨人戦に先発してKOされた上田は「ベンチ内のぎくしゃく」で巨人戦の前に「プツンと張り詰めていたものが切れた」と後年述べている。

#### 周囲との確執～阪神放出
1973年シーズン中から監督の金田正泰との間で確執が生じていた。事態を知った球団社長の戸沢一隆が11月前半に江夏と面談して真意を探った際、江夏は「このままの状態では、あの監督の下ではやっていけない」と口にした。すでに阪神電鉄本社は金田も江夏も残留させることを決めていたが、金田は戸沢との面談で他選手から反発されている江夏の言動を問題視し「チーム全体からみてマイナスである」と主張した。11月下旬にオーナーの野田忠二郎が江夏についてタイガース番記者から問われ「野球は9人でやるもので、1人のためにあとの8人を犠牲にはできない」「"噂"としてしか聞いていないので、12月の契約更改の席で選手に"真相"を聞く。それで反感があまり強いようなら考えたい」と答えたことで、スポーツ新聞が「江夏放出」と報じる事態になった。新聞が出た日の球団納会で江夏は戸沢に報道について問い詰め、「お前の気持ちは変わっとらんのか」と聞かれた江夏は改めて金田の下ではプレーできないと答えるとともに、トレードなら引退するとも口にした。しかし戸沢は12月上旬に放出の意図がないことを明言する。すると今度は金田が江夏残留でのチーム作りは「違う方向」として辞意を表明した。だが、江夏は有力後援者から「我慢して謝る」よう説得を受けたことで金田への謝罪の意思を戸沢に示し、それを受けた金田も辞意を撤回して留任することになったものの、江夏を「不問」としたことでチーム内には依然内紛の種が残ったと指摘された。
1974年より、100球を超えると必ず右肘が痺れだすなど衰えを自覚するようになり、長いイニングを投げることが困難になる。この年は12勝14敗8セーブと勝ち星が前年の24勝から半減し、チームも4位Bクラスに終わり、この年限りで金田が監督を辞任した。オフに結婚を発表した。
1975年からは吉田義男が監督に就任し、江夏は4月5日の対中日ドラゴンズ戦（開幕戦）に先発で起用され、4年ぶりに中日から勝ち星を挙げる。4月20日の巨人戦ではお互いに通算149勝を挙げている堀内恒夫と投げ合い、江夏が投げ勝って一足先に通算150勝を達成した。試合後に「ふわーっといくのが僕のペース。巨人は打とう、打とうと硬くなって僕のペースにはまっていた」と語った。ピッチングでは、スローボールを多投し始め、それまでの剛速球投手からのモデルチェンジを本格的に模索し始めた。血行障害がさらに深刻になり、腕がむくんでキャッチボール困難な状態になることもしばしばあった。後半戦からは、吉田の意向もあり、リリーフでの登板の機会が増える。
江夏は監督の吉田と現役時代から仲が悪く、親しかった辻佳紀コーチが間に入ることでようやくコミュニケーションが取れる状態だった。江夏が長いイニングで球威が落ちるようになったのを見た吉田は、江夏に対し抑えへの転向をそれとなく打診したが、当時の江夏にはその気が全く無かったと語っている。
そして、江夏は遂にトレードされることになる。1975年12月24日、日刊スポーツが「阪神が南海との間で江夏と江本孟紀を含む複数トレードが成立する見込みである」と報道。これを知った江夏は球団事務所を訪れ、球団社長の長田睦夫に対し報道の真偽を確かめたが「君をトレードする気はない」と否定した。しかし翌月の1976年1月19日、球団から呼び出しを受け長田と話し合ったが長田は「チームに溶け込もうとする姿勢が見られない」としてトレードを通告。報道陣に対し「寂しい。何のためにこれまで阪神で頑張ってきたのか」と球団に対し不満を露にした。23日、球団から南海ホークスへの複数トレードを通告され「2,3日考える時間が欲しい」と答えてすぐには了承しなかったものの、26日に長田と会い南海へのトレードを受け入れると伝えると南海と阪神は即座に江夏・望月充と江本孟紀・池内豊・長谷川勉・島野育夫のトレードが成立したと発表。江夏は入団以来9年間選手生活を過ごした阪神に別れを告げた。
監督の吉田は、江夏のトレードが成立した後、報道陣に対し「トレードはフロントが決めたことで私は知らなかった」と答えていた。しかし後に、1975年の暮れに江夏のトレードを決断していたと認め、この時球団社長の長田から「君はトレードの話を知らなかったという事にしておこう」と持ち掛けられて同意し、あのような発言につながったと釈明している。野村も、すでに1975年の夏に吉田から江夏のトレードを打診されていたことを認めている。しかし江夏によると、吉田は実母や後援者など江夏の周囲の関係者に「江夏をトレードすることは絶対にない」と明言したということであり、実際はその逆であったため、江夏は吉田に対し「僕をトレードに出すのは結構だけれど、親まで騙すことはないだろう」と批判した。
一方で読売ジャイアンツも、この時監督だった長嶋茂雄の希望で獲得に動いていたことがあったと、江夏自身が明かしていたことがある。

### 南海移籍～野村の野球観
江夏は阪神からトレード通告された直後は、人間不信に陥っていたこともあってそれを受け入れる心境になく、引退さえ考えていた。しかし、日刊スポーツの記者からの「トレードの話は別にして、一度会ってみてはどうか」の勧めで、大阪のプラザホテルにて野村と会食した。江夏は野村と会うなりいきなり「おい、おまえ。あのとき意識してボールを放ったろう」と言われる。野村が指摘したのは、1975年10月1日の広島戦で、一死満塁の場面で衣笠祥雄に対し意図的にボール球を投げて三振に打ち取った投球のことであった。江夏はこの指摘に「そんなことを覚えていたのか」という驚きと戸惑いを感じたが、野村はこの後、野球の話に終始し、トレードの話を一切しなかった。江夏は野村と別れた後、野村との会談を反芻して「野村という人は面白い人だ」と感じ、南海へのトレードを受け入れることを決意した。
江夏は南海入団にあたり、心機一転の意味合いもあり背番号を阪神時代の「28」から「17」へと変更した。3月13日の大阪球場での巨人とのオープン戦に先発。江夏の知名度と人気チームの巨人戦ということもあり観衆は3万2千人の大入りで球団として12年ぶりとなるオープン戦で満員札止めを出す盛況だった。江夏は5回を投げ96球、1失点で、奪三振はゼロだった。
4月4日の太平洋クラブ・ライオンズとの開幕戦の9回に救援で初登板を果たし、7日の大阪球場での近鉄戦で初先発、9回1死1,2塁となったところで佐藤道郎と交代し、移籍後初勝利を挙げた。しかしその後は先発で好投しながら打線の援護がなく勝ち星につながらないという試合が続く。6月15日の太平洋戦で4回までに4本塁打を打たれて降板し、早くも8敗目を喫した。6月27日の日本ハム戦で移籍後初完封勝利を挙げた。前半戦を終えて4勝8敗、1年を通じては6勝12敗9セーブに終わり、プロ入り以来初めて勝ち星が2ケタを割った。
1977年は、1月に左肘の神経炎と診断され、春季キャンプでは寒さもありスロー調整を続けた。4月18日の近鉄戦に初先発し、変化球でかわす投球を主体に6回を投げ3失点の内容だった。開幕1か月後の5月8日の日本ハム戦で完投でシーズン初勝利を挙げる。そして5月31日の近鉄戦に先発して5回4失点で降板、これが現役最後の先発登板となった。
江夏は5月8日の日生球場での近鉄との試合前、外野でウォーミングアップ中に、監督の野村から「リリーフをやらないか」と打診される。江夏は既に先発投手として長いイニングを投げることが困難になっており、既に前年からそれとなく野村が打診していた。この時になって初めてはっきりと野村から申し渡されたが江夏は「何言ってんの。そんなこと、とんでもない」と答える。その後も野村が「リリーフをやれと」説得し、江夏がそれを拒否するという「押し問答」が続いた。そしてある日、野村は「野球界に革命を起こしてみないか」と口にする。江夏が「革命ってなんですか」と聞くと野村は「今はピッチングマシンの発達で打者はいくらでも練習ができる一方、投手の場合は肩が消耗品なので練習にも限度がある。そのため、これからのプロ野球は打高投低の傾向がますます強まる。投手がそれに対抗するには、先発と救援に分業させるしか方法はない」と述べ、今後の球界における抑え投手の重要性を力説した。野村の「革命を起こそう」という言葉に惹かれた江夏は、抑えへの転向にようやく同意した。
江夏はこれ以後抑えに転向し、当時の記録である6試合連続セーブを樹立。最終的に4勝2敗19セーブの成績でパ・リーグの最優秀救援投手に輝いた。

### 広島移籍～江夏の21球
1977年オフ、野村が公私混同を理由に南海の監督を解任され、退団が決定した。野村を慕う江夏は球団に対し「野村さんが辞める以上、南海を出して下さい」とトレードを志願。同年12月22日に金銭トレードで広島東洋カープへ移籍した。この移籍には、野村による広島監督の古葉竹識への推薦もあった。
広島移籍後、阪神時代の晩年から衰えていた直球の威力が回復しだし、これにより思い切り打者に投げられるようになって投球の幅が広がっていった。自信を回復した江夏は復調し、5勝4敗12セーブを挙げた。そして1979年には9勝6敗25セーブを挙げ、チームの4年ぶりのリーグ優勝に貢献。プロ13年目で初の優勝を味わい、優勝決定試合となった10月6日の阪神戦でセーブを挙げ、胴上げ投手になった。近鉄バファローズとの日本シリーズは最終第7戦の7回裏から登板し、9回裏無死満塁のピンチを招くも、そこから佐々木恭介を三振、一死から石渡茂のスクイズを外して走者を刺して2死、そして石渡を三振に打ち取ってピンチを切り抜け、この年2度目の胴上げ投手となり、広島を初の日本一に導いた。この投球は翌1980年4月のスポーツ・グラフィック・ナンバー誌の創刊号で、山際淳司作による「江夏の21球」として知られるようになり、プロ野球史上最高の名場面の一つとして語り継がれている。
同年オフ、セ・リーグMVPを初受賞。また、歌手として「俺の詩」というレコードをリリースし、7万枚を売り上げた。
1980年7月22日のオールスターゲーム第3戦（後楽園球場）では、セ・リーグが2-0と勝っていたが9回裏に1点差まで詰め寄られ、無死満塁のピンチを背負った野村収（大洋ホエールズ）を救援し、レオン・リー、有藤通世（共にロッテオリオンズ）、山内新一（南海ホークス）を3者連続三振に打ち取り、先制打を放った真弓明信、本塁打を放った掛布雅之を抑えてMVPを獲得した。前年に続いて9勝6敗21セーブを挙げ、チームの2年連続日本一に貢献した。11月10日、高橋直樹とのトレードで日本ハムファイターズへの移籍が発表された。

### 日本ハム時代～再びパ・リーグへ
1980年の日本ハムファイターズは、パ・リーグ後期シーズンで優勝争いを演じていた。自らのチーム強化に手応えを感じていた大沢啓二監督は、広島が江夏をオフに放出するという情報を入手すると極秘裏に広島入りし、オーナーの松田耕平に直談判しエース・高橋直樹との交換トレードを成立させ、江夏の獲得に成功した。古葉は日本シリーズ終了後、江夏の「また違うチームで優勝したい」という発言が新聞に出て、大沢から電話で「江夏を出すのなら、おれにくれ。おれはまだ優勝していないから」と述べている。大沢の親分肌は江夏の気性に合っていたようで、大沢も「江夏を最後（9回）に使うのが我がチームの勝ちパターン」として江夏を信頼、江夏もそれに応えるように1981年はリリーフエースとして優勝に貢献し、MVPに輝いた。両リーグでの受賞は史上初の快挙で、広島時代の1979年から1983年まで5年連続、両リーグに跨っての最多セーブ投手のタイトルを獲得し、同時に史上初となる全12球団セーブの記録も達成した。
1982年には通算200勝を達成し、入会条件を満たして日本プロ野球名球会に入会する。チームは後期優勝を果たし、前期優勝した広岡達朗監督率いる西武ライオンズとプレーオフで対決する。事前予想では西武打線がシーズン通じて江夏に抑えられていたことから日本ハムが優勢と見られていたが、広岡は江夏が投球した後の守備に大きな難があることを見抜いており、江夏の周辺に執拗なプッシュバントを仕掛けさせた。これによって投球リズムを崩した江夏は西武打線に捕まり、日本ハムは西武に敗れて日本シリーズ出場は果たせなかった。これによって、江夏は広岡の戦略眼の鋭さに尊敬の念を抱くようになる。
前年日本一の広島から移籍したこともあって、当時の日本ハムのチーム力はお粗末なものだったという。当時チームメイトだった大宮龍男・岡部憲章・間柴茂有・坂巻明などは大沢から頼まれて江夏が指導したと言われており、江夏自身も当時を振り返って「彼らと一緒に野球をやって自分自身も勉強になった」と後述している。

### 西武時代～江夏の現役晩年
1983年のシーズン終了後、大沢は監督を勇退。江夏はこれを受け、大沢に乞われて日本ハムに移籍した経緯があったため「大沢さんが身を引けば自分もそこまで」と考え大沢にそのことを伝えると、大沢は「俺がいなかったら、お前、でたほうがいいだろう」と答えた。この後、一軍投手コーチの植村義信が新監督に就任すると、植村は江夏を戦力構想から外し、江夏のトレードが決定した。移籍にあたって江夏は、現場を離れるも常務取締役として球団本部に残る大沢から希望球団を問われ、「広島とか阪神とか、巨人を倒すチームなら行ってもいい。しかし西武は嫌である」と答えていた。しかし、同年12月13日に柴田保光・木村広との交換トレードで西武ライオンズへの移籍が決定した。西武は抑えとしてこの年2勝4敗34セーブを挙げた森繁和がいたにもかかわらず江夏を獲得した理由について、坂井保之球団代表は後年、「巨人が江夏獲得に乗り出してくるとみて、巨人に取られる前に自分のところへ引き入れる」という意図によるものだったと語っている。また大沢も、江夏に移籍を薦めた際には既に西武から申し入れがあり、厳しい広岡野球を知る方が江夏のためになると考えたと述べていた。
1984年の開幕から江夏は調子が上がらず、シーズン途中で体調不良を訴えた。広岡は、江夏の体調報告が再三にわたって大きく食い違うことに不信感を抱き、二軍落ちと入院を命じた。その一方で江夏も、二軍落ちの決定を広岡本人からではなく新聞報道で知るなど、広岡が選手とコミュニケーションを取らないことに不満を募らせていた。チームも同年は優勝争いから早々と脱落し、シーズン途中で早くも来季を見据えた若手中心の起用に代わったことで、7月12日の登板を最後に江夏に出番が与えられることは無かった。江夏は、史上初の200セーブと通算3000奪三振を目前にしながら、同年限りで西武を退団、現役引退を表明した。阪神時代にバッテリーを組み、西武で再び同僚となった田淵と異なり、球団主催の引退試合は行われなかった。

### メジャー挑戦
引退試合が行われなかったことに対して、かつて創刊時のCMに江夏を起用していた雑誌・Numberの初代編集長で、当時は文藝春秋の編集長だった岡崎満義らの計らいで、1985年1月19日に東京都多摩市の多摩市営球場にてNumberを発行する文藝春秋社の主催、名球会協力の下、「たったひとりの引退式」が実施され、球場の収容人数いっぱいの1万5000人の観衆が詰めかけた。地元のリトルリーグ同士の試合の途中で監督役のビートたけしが観衆の前に出て「私に一分だけ時間をください」と宣言すると、阪神時代のユニフォームを着た江夏が登板、かつてバッテリーを組んだ辻恭彦が捕手を務めた。少年野球の選手から、落合博満、山本浩二、福本豊ら球団の垣根を超えて集まった選手・OBの8名を相手に日本での最後の投球を披露した。引退式の挨拶で江夏はメジャーリーグ挑戦の意志を表明し、「江夏豊36歳、本当にバカな男かも分かりません。ですが、日本に帰ってきたときには、たった一言、『ごくろうさん』、それだけ言ってやってください」と語った。
江夏は1984年12月27日、ロサンゼルスにてダン野村の立会いの元でミルウォーキー・ブルワーズとマイナー契約を結び、85年2月の同球団のスプリング・トレーニングにノン・ロースター・プレイヤーとして参加。背番号は「68」で、中継ぎ左腕の1枠としてメジャー昇格を目指した。2月21日にサンシティーでのキャンプに合流し、28日のフリー打撃に初登板。3月8日の紅白戦に初登板して1回を投げ無安打に抑えた。
3月13日のサンフランシスコ・ジャイアンツ戦でオープン戦に初登板し、2回を投げ無安打無失点の内容で上々のスタートを切り、18日のシアトル・マリナーズ戦は2回1安打無失点で初勝利を挙げ、23日のサンディエゴ・パドレス戦で本塁打を浴びて初失点も2回を投げ3安打1失点、2イニング目に二死満塁のピンチを招きカウント0-3から強打者のテリー・ケネディを三振に仕留めた。監督のジョージ・バンバーガーは18日に江夏のメジャー昇格の確率は「70パーセント」、25日には「75パーセント」だと語った。
しかし、26日のシカゴ・カブス戦で1回4安打4失点、30日のアスレチックス戦で2回4安打3失点、4月2日のカリフォルニア・エンゼルス戦も2回4安打2失点で初の敗戦投手となり、3試合連続で打ち込まれる。そして4月4日、球団は最終ロースター25人の最終選考を行ったが江夏はその中に選出されず、江夏は解雇を通告された。投手コーチのハーム・スターレットは「正直なところ、2週間前はリストの中に江夏を入れていた。ダメになったのは彼が2イニングしか投げられないこと。中継ぎ投手は3,4イニングは投げられないと‥」と指摘し、後半の打ち込まれた投球から、江夏は首脳陣から中継ぎで3イニングと持たないと判断された。
監督のジョージ・バンバーガーは「江夏はよくやった。若くて有望な選手が大勢いるので、36歳の江夏をマイナーリーグに置いておくことはできない。できることならそうしたかったが、やむを得ない。どこかほかのチームが江夏に興味を持っていないかを聞いてみるのが江夏に対してできることのすべてだ」と述べた。最終的にロースター入りには至らなかった為、公式の背番号記録には江夏の着用した68番は記載されていない。
江夏はサンシティーに止まり、他球団からのオファーを待った。だが江夏を獲得する球団は現れず4月8日にブルワーズのゼネラル・マネジャー、ハリー・ダルトンからブルワーズから1Aストックトンへの入団を持ち掛けられたがこれを断り、これによって江夏のメジャー挑戦は完全に終幕した。一部で南海入りが報じられたが江夏は日本球界復帰も完全否定し、野球評論家として再出発すると明言した。16日、同日の東京中日スポーツ紙上にて同誌の評論家に就任すると表明した。江夏は4月17日にアメリカから帰国した。
江夏は、この時にメジャーリーグに挑戦した理由について、「大リーグ入りが一番の目的やったら絶対に残っている。マイナー下位からのスタートもあったし、翌年再挑戦することもできた」としたうえで、「オレは不完全燃焼を起こして燻り続けている『投手魂』の『死に場所』が欲しかった。オレは広岡という男に『死に場所』（西武）を取られた。もう一度納得出来る場所で投げてみたかった。大リーグのキャンプに参加して納得できた」とコメントしている。一方で、ブルワーズのスカウト部長だったレイ・ポイテビントは「リリーフの左腕投手のボブ・マッカラーとエナツを比べてみると、エナツの方が少し良かった。だが、チーム事情でエナツに一旦マイナー行きを宣告することとなり、彼には電話で『チャンスはある。しばらくマイナーにいてくれ』と伝えた。エナツはマイナー行きを受け入れてくれると思ったが、記者会見を開いて日本に帰ってしまった。その半月後にマッカラーは骨折した。エナツがもし残っていたら、大リーガーになれた」と証言している。

### 現役引退後
1985年からは日本テレビ・ラジオ日本野球解説者、東京中日スポーツ野球評論家として活動する傍ら、映画・テレビドラマ・バラエティ番組に出演するなど、タレント・俳優としても活動していた。
1993年3月2日、覚醒剤取締法違反（所持・使用）の現行犯で逮捕される。逮捕数日前まで日本ハムファイターズの臨時投手コーチを務めており、世間に衝撃が走った。起訴された犯罪事実は、覚醒剤水溶液約0.25mlを左腕に注射した覚醒剤の使用と、覚醒剤合計52.117gおよび覚醒剤水溶液約0.5mlの所持である。裁判は同年行われ、情状証人として野村克也・江本孟紀が出廷、また江夏の親友として証言台に立った衣笠祥雄は寛大な処置を訴えた。同年7月15日の横浜地方裁判所での一審判決では、「大量の覚醒剤（約100g）を入手し、本件で検挙されるまで数年にわたって使用し続け、昨年9月頃からは同居していた女性にも勧めて一緒に使用させた」ことが示された。そして「覚醒剤の所持量は約52gと、自己使用の物としては稀に見るほどの大量」「同居女性は覚醒剤使用の罪で有罪判決を受けており、そのきっかけを作った」と指摘され、「刑の執行猶予を相当とする事案とは到底認められない」として懲役2年4ヶ月の実刑判決を言い渡された。江夏側は実刑判決を不服として控訴したものの、同年12月24日、東京高等裁判所は控訴を棄却。江夏は上告せず刑が確定し、そのまま静岡刑務所に収監され、1995年4月に仮釈放された。
仮釈放されてから1ヶ月後の6月には文化放送のラジオに出演し、野球の論評を行っている。1996年から2010年まではデイリースポーツ野球評論家を務めたほか、テレビ大阪で野球解説者も務めており、わかりやすく明晰な技術論で高い評価を得ている。選手を君付けで呼ぶ野球解説者のはしりで、これは野球選手という職業へのリスペクトからであると本人は語っている。また、『週刊プレイボーイ』（集英社）で『江夏豊のアウトロー野球論』を連載中。2007年まで『週刊ベースボール』（ベースボール・マガジン社）で『江夏豊の球界にんげん交遊伝「球人蔵」』も連載していた。
マスターズリーグの東京ドリームスやモルツ球団に所属しているほか、阪神タイガースにおいては2015年には一軍春季キャンプ、2016年には二軍春季キャンプでそれぞれ臨時コーチを務めた。
2024年7月15日に東京ドームで開催された巨人-阪神OB戦では車椅子で来場した。サンケイスポーツの稲見誠は酸素ボンベを使用していることにも触れ、その姿に「衝撃を受けた」と語っている。
2025年6月15日のMBSのラジオ番組で、掛布雅之が江夏の病気は肺気腫だと明かしている。

## 選手としての特徴

### 投手として
1960年代から1980年代前半にかけて、先発・リリーフ両方で最も高い評価を受けた左腕投手である。阪神時代は先発として奪三振記録など輝かしい成績を残した。一般に、剛速球投手といえば制球は良くない印象があるが、江夏は当時を代表する速球投手でありながら制球力も抜群で、それが実績に繋がったと思われる。一方、野村克也の打診でリリーフに転向した南海時代からは、その高い制球力で新たな輝きを放った。リリーフとしては、当時は記録採用前だったが1967年から1973年にかけて合計37セーブを挙げている。
南海では、血行障害や心臓疾患などで長いイニングを投げられなくなったものの、50球程度の短いイニングなら戦力になると考えた野村は、江夏へリリーフへの転向を打診した。「野球界に革命を起こそう」という野村の説得により、1977年6月にリリーフ投手へと転向を決意した。当時の日本にはリリーフ専門投手の調整法が確立されておらず、ずっとベンチに座って待機していることが腰痛持ちの江夏には辛かったことから、知り合いの記者にメジャーリーグでのリリーフ投手の調整法などを聞き、自己流の調整を始めた。試合が始まっても5回までベンチに入らず、ロッカールームでマッサージを受けたり睡眠を取ったりする調整法は、当時チーム内や球界で非難を浴びたが、現在では全試合待機を義務付けられるリリーフ投手のコンディション維持方法として定着している。
現役時代末期の西武ライオンズで捕手として江夏の投球を受けた伊東勤は、江夏の高い制球力と、投球の瞬間に指先の操作だけで瞬時にコースを変え、捕手が捕球しやすいところへ投球する並外れた技術、さらには三塁走者の動きを見ず、サイン交換をしていないにも関わらずスクイズを見抜く的確な判断力に驚嘆したと語っている。このことから江夏は、現在も「20世紀最高の投手の一人」との呼び声が高く、広島・日本ハム時代に大車輪の活躍で優勝に貢献したことから「優勝請負人」の異名も取った。Yahoo! JAPANが企画した「20世紀日本プロ野球ベストナイン」の投手部門では、沢村栄治・金田正一・稲尾和久ら往年の名投手を抑えて1位に選出されている。
球種に迷った時に結論として投げるのは、「アウトコースの真っ直ぐ」だと発言したことがある。

### 打者との対戦
阪神時代の江夏は、巨人の王貞治から三振を奪うことに特にこだわっていた。それは村山が節目の記録となる三振を常に長嶋茂雄から奪うようにしていたことを真似したもので、新人時代に村山が「お前の相手はアレ（王）、オレはこっち（長嶋）や」と江夏に言い、左対左になる王をライバルとするよう命じられたともされている。これ以降も江夏は王との勝負に固執し、通算57奪三振の一方で、直球で勝負を挑んだために20本もの本塁打を浴びている。王から最も多く三振を奪った投手は江夏だが、江夏から最も多く本塁打を放った打者も王である。
ねじめ正一の著書『落合博満 変人の研究』の対談の中で、江夏は、「一番攻めにくい打者は、ある球種をひたすら待つ者」と語っており、その典型で落合の名を挙げている。現役時代のある日、江夏が落合と麻雀を楽しんでいたところ、江夏は「ピッチャーは特定の球種を待たれるのが一番嫌なんだ。お前（落合）みたいにコロコロ狙い球を変えていたら一生、オレからは打てない」と落合に説いた。その後、1982年の対ロッテオリオンズ戦で落合と対戦し、結果は三振だったものの、この打席で落合はカーブ以外の球種には見向きもしなかったことに江夏が気付き、「落合の成長を見て、非常に感慨深いものがあった」と語っている。そのカーブは、新人時代のある日、対読売ジャイアンツ戦で王貞治から「豊（江夏）のカーブはわかっていても打てない。曲がらないから」と言われたという。

## 記録

### 投手として
阪神時代は、最多勝利（1968・73年）、最優秀防御率（1969年）、最優秀投手・沢村栄治賞（共に1968年）のタイトルを獲得、シーズン20勝以上が4度、6年連続リーグ最多奪三振を達成し、僅か4年目の1970年には通算奪三振数記録保持者である金田正一を上回る史上最短で、通算1000奪三振を記録するなど、名実ともにセントラル・リーグを代表する投手となった。
プロ2年目の1968年にマークしたシーズン401奪三振は2021年現在でも日本プロ野球記録であり、世界記録として認定されていないものの、MLB記録（ノーラン・ライアンの383個）をも上回っている。また、江夏は奪三振数だけでなく奪三振率も極めて高く、通算18年間の実働期間で奪三振数が投球回数を上回った年が9度もある。しかもその内4度は、先発投手だった阪神時代に記録している。シーズンの奪三振数が投球回数を上回ることは、佐々木主浩などの抑え投手では珍しくないが、先発投手では稀である。江夏のライバルだった堀内恒夫は、ついに一度も達成できなかった。
なお、広島在籍時代に対戦した古巣・阪神タイガース戦では一度も勝利投手になれず、現役通算での全球団勝利を逃している。

### 打撃
江夏は打者として、ノーヒットノーラン達成試合とオールスター9者連続奪三振の達成試合でどちらも本塁打を打っており、ノーヒットノーランは自身のサヨナラ本塁打で達成している。公式戦での通算は852打数128安打で打率.150、7本塁打の記録を残している。

## 親交
江夏が高校時代の練習試合で初めて対戦して以来、鈴木啓示と親交が深い。その一方で、鈴木と確執があった野茂英雄からは師匠として慕われていた。かつて近鉄バファローズにおいて監督を務めていた鈴木とエースだった野茂の衝突が取り沙汰されていた頃、江夏は「トレーニングに関する野茂の主張もわかるが、自らの経験から考えると鈴木の言うことも全て間違っているわけではなく、この件だけは野茂と同調は出来ない」と自著で語っている。
南海時代に野村に感銘を受けたきっかけとなった広島戦の試合で三振を奪った衣笠とは、江夏が広島に在籍していた頃から無二の親友となり、現役引退後も衣笠が亡くなるまで交流が続いた。江夏の著書によると、「広島時代は、嫁さんといる時間よりサチ（衣笠）といる時間の方が長かった」と言い、衣笠の没後は「いいヤツを友人に持った。オレの宝物だ。自分もすぐ追いかけて、あの世で野球談議をするよ」とその死を悼んだ。

## 監督との関り

### 藤本定義
新人時代の江夏は、当時監督だった藤本定義に非常にかわいがられていた。「鬼監督」として数々の名選手を育て上げた藤本だが、野球人として最晩年に差し掛かっていた当時は好々爺としており、江夏と一服しながら球界の昔話を聞かせるのを好んでいた。江夏は藤本を陰で「おじいちゃん」と呼んでいたが、藤本がオールスターゲームで江夏を3連投させた川上哲治を見るや、シーズン再開後の巨人戦で川上を阪神ベンチに呼び出し、「おい、哲!うちの豊（江夏）を乱暴に使いやがって!この馬鹿野郎!」と普段とは全くの別人のような剣幕で叱り付けたことがあった。他球団でありながら江夏にとって厳しい大監督の川上が、直立不動の姿勢で好々爺の藤本に怒鳴られているのを目の当たりにした江夏は、鬼監督時代の藤本が突然蘇ったことに心底驚いたという。藤本と江夏の関係は藤本が退団した後も続き、江夏がのちに南海ホークスへトレードされた際には、藤本はショックを受けて号泣し、体調を崩してしまった。また、広島時代に江夏が自身初の優勝を決めた際には、既に高齢で歩行もままならなかったにも関わらず、広島のベンチ裏まで駆け付けて「本当によかったなぁ!おめでとう」と涙ながらに直接祝福していた。

### 野村克也
南海移籍後に野村からリリーフ転向を打診されて受け入れ、最優秀救援投手に輝くなど実績を残した江夏は野村に傾倒していき、自宅が近所同士だったこともあって家族ぐるみの付き合いをしていたという。江夏が夜遊びなどで帰宅が遅くなった際は、野村がまだ幼かった江夏の娘を自宅の風呂に入れたりすることもあったという。
江夏が野村を慕うきっかけは、江夏自身は前述の移籍交渉における広島戦での指摘だったというが、野村はこの出来事についてはあくまでも南海への移籍を決意した要因に過ぎないとしている。野村によると、江夏が自身を慕うようになったのは、江夏の意図的とも思える制球ミスで敗れた試合の後に黒い霧事件を引き合いに出して「疑惑を持たれた人間が、『自分は潔白だ』と口で何度言っても誰も信じない。マウンドでの態度で示せ」と厳しく叱責したところ、「阪神時代にはそんな言いにくいことを言ってくれる人はいなかった」と感激したことだったという。江夏は現在に至るまで、「野球に関しての見識は間違いなく球界一」と野村を評し、野村も生前は江夏を「自分が接した投手では一番の頭脳を持ったヤツ。史上最高の速球投手」と高く評価していた。

### 広岡達朗
日本ハム時代、西武の監督に就任した広岡は江夏の弱点を守備にあると見抜き、チーム一丸でバント練習に取り組み、プレーオフではバント攻めに屈した。この経験から、江夏は広岡の野球観に傾倒していくようになる。しかし1984年の西武移籍後は、その厳格な管理野球に嫌気し、広岡に反発するようになる。
江夏の西武退団の直接的な原因は、広岡との確執だった。自著によると、江夏は事前に野村に言われていたことでヘッドコーチ格の森昌彦バッテリーコーチの言うことはよく聞いたが（野村と森はチームを超えて長年の親友である）、広岡とは全くそりが合わなかった。衝突の決定的な原因は、1984年のキャンプのある日に経営陣も参加した朝食会の席で、健康のための栄養学に重きを置いて玄米や豆乳などを選手に普段から強制する広岡や、他のコーチ・選手がいる中で「ねぇ監督、こんなもの食べてなんで痛風なの?」と問いかけて広岡の怒りを買ってしまい、それ以降は出場機会が減らされたとされている。江夏が二軍落ちとなったのはプロ18年目で初のことだった。
なお、江夏は前述の事情から広岡について「人間的に許せないところがあった」と語っているが、一方で日本ハム時代に西武から受けた執拗なバント攻めなどから広岡の野球観は高く評価しており、「人間として問題があっても、野球という面では教えられることが多かったし、素晴らしい指導者」と、監督としての広岡を高く評価している。広岡も「江夏は投げることに関しては素晴らしかったし、何と言っても抜群に頭がいい」と評価している。

## 趣味・嗜好
司馬遼太郎作品を愛読しており、なかでも『燃えよ剣』をお気に入りとして挙げている。その理由は、刀一本で戦う新撰組と左手一本で戦う自分、さらには主役・土方歳三の最期の地である函館と、自身が現役時代にメジャーリーグへ挑戦した地であるアリゾナ州が妙に重なって思えたことと、登場人物である一人の女性が非常に魅力的に思えたことだという。
現在は飲酒しない。体質的に受け付けないわけでは無いが、阪神時代に1970年の7月末から心臓発作に悩まされており、主治医から「いまの無茶な生活を続ければ間違いなく数年以内に命を落とす。酒、タバコ、女、麻雀、どれかを止めろ」と言われて酒を止め、心臓病を克服してそのまま現在に至っている。ただしタバコだけはどうしても止められないと、『ニュースステーション』（テレビ朝日）内のコーナー「最後の晩餐」で語っており、一時はタバコを多い時で1日あたり最大で約80本吸っていた。

## その他
無類の阪神ファンである作家・小川洋子の『博士の愛した数式』（第1回本屋大賞受賞）では、阪神時代の背番号28（完全数）の持つ意味を題材に、著者から熱烈なオマージュを捧げられている。江夏本人も、この作品が映画化された際にコメントを寄せている。

## 詳細情報

### 年度別投手成績
| 年 度      | 球 団      | 登 板 | 先 発 | 完 投 | 完 封 | 無 四 球 | 勝 利 | 敗 戦 | セ 丨 ブ | ホ 丨 ル ド | 勝 率 | 打 者 | 投 球 回 | 被 安 打 | 被 本 塁 打 | 与 四 球 | 敬 遠 | 与 死 球 | 奪 三 振 | 暴 投 | ボ 丨 ク | 失 点 | 自 責 点 | 防 御 率 | W H I P |
| ---------- | ---------- | ----- | ----- | ----- | ----- | -------- | ----- | ----- | -------- | ----------- | ----- | ----- | -------- | -------- | ----------- | -------- | ----- | -------- | -------- | ----- | -------- | ----- | -------- | -------- | ------- |
| 1967       | 阪神       | 42    | 29    | 8     | 2     | 0        | 12    | 13    | --       | --          | .480  | 923   | 230.1    | 167      | 27          | 88       | 1     | 3        | 225      | 3     | 1        | 81    | 70       | 2.74     | 1.11    |
| 1968       | 阪神       | 49    | 37    | 26    | 8     | 3        | 25    | 12    | --       | --          | .676  | 1259  | 329.0    | 200      | 29          | 97       | 2     | 4        | 401      | 2     | 0        | 83    | 78       | 2.13     | 0.90    |
| 1969       | 阪神       | 44    | 23    | 17    | 7     | 3        | 15    | 10    | --       | --          | .600  | 1000  | 258.1    | 172      | 17          | 78       | 1     | 3        | 262      | 3     | 0        | 56    | 52       | 1.81     | 0.97    |
| 1970       | 阪神       | 52    | 37    | 25    | 8     | 3        | 21    | 17    | --       | --          | .553  | 1295  | 337.2    | 232      | 29          | 73       | 5     | 3        | 340      | 5     | 1        | 87    | 80       | 2.13     | 0.90    |
| 1971       | 阪神       | 45    | 30    | 16    | 6     | 4        | 15    | 14    | --       | --          | .517  | 1006  | 263.2    | 182      | 25          | 66       | 3     | 2        | 267      | 5     | 2        | 77    | 70       | 2.39     | 0.94    |
| 1972       | 阪神       | 49    | 31    | 16    | 3     | 3        | 23    | 8     | --       | --          | .742  | 1059  | 269.2    | 195      | 30          | 60       | 3     | 4        | 233      | 0     | 1        | 86    | 76       | 2.53     | 0.95    |
| 1973       | 阪神       | 53    | 39    | 18    | 7     | 2        | 24    | 13    | --       | --          | .649  | 1228  | 307.0    | 258      | 23          | 82       | 6     | 4        | 215      | 4     | 0        | 95    | 88       | 2.58     | 1.11    |
| 1974       | 阪神       | 41    | 23    | 12    | 2     | 1        | 12    | 14    | 8        | --          | .462  | 772   | 197.2    | 153      | 24          | 50       | 3     | 2        | 149      | 3     | 0        | 65    | 60       | 2.73     | 1.03    |
| 1975       | 阪神       | 49    | 27    | 9     | 1     | 1        | 12    | 12    | 6        | --          | .500  | 852   | 208.1    | 169      | 24          | 72       | 7     | 2        | 132      | 2     | 0        | 92    | 71       | 3.07     | 1.16    |
| 1976       | 南海       | 36    | 20    | 6     | 1     | 1        | 6     | 12    | 9        | --          | .333  | 612   | 148.1    | 115      | 12          | 61       | 0     | 4        | 109      | 4     | 0        | 58    | 49       | 2.98     | 1.19    |
| 1977       | 南海       | 41    | 3     | 1     | 0     | 0        | 4     | 2     | 19       | --          | .667  | 346   | 84.0     | 72       | 5           | 21       | 0     | 5        | 60       | 2     | 0        | 28    | 26       | 2.79     | 1.11    |
| 1978       | 広島       | 49    | 0     | 0     | 0     | 0        | 5     | 4     | 12       | --          | .556  | 395   | 95.1     | 77       | 7           | 38       | 3     | 2        | 99       | 1     | 1        | 32    | 32       | 3.03     | 1.21    |
| 1979       | 広島       | 55    | 0     | 0     | 0     | 0        | 9     | 5     | 22       | --          | .643  | 420   | 104.2    | 77       | 10          | 36       | 2     | 1        | 117      | 3     | 0        | 31    | 31       | 2.66     | 1.08    |
| 1980       | 広島       | 53    | 0     | 0     | 0     | 0        | 9     | 6     | 21       | --          | .600  | 334   | 86.0     | 61       | 12          | 20       | 4     | 1        | 86       | 1     | 0        | 27    | 25       | 2.62     | 0.94    |
| 1981       | 日本ハム   | 45    | 0     | 0     | 0     | 0        | 3     | 6     | 25       | --          | .333  | 339   | 83.0     | 69       | 10          | 24       | 0     | 1        | 75       | 1     | 0        | 30    | 26       | 2.82     | 1.12    |
| 1982       | 日本ハム   | 55    | 0     | 0     | 0     | 0        | 8     | 4     | 29       | --          | .667  | 354   | 91.0     | 56       | 8           | 31       | 1     | 2        | 107      | 0     | 0        | 22    | 20       | 1.98     | 0.96    |
| 1983       | 日本ハム   | 51    | 0     | 0     | 0     | 0        | 2     | 4     | 34       | --          | .333  | 318   | 77.1     | 63       | 6           | 27       | 1     | 3        | 82       | 2     | 0        | 24    | 20       | 2.33     | 1.16    |
| 1984       | 西武       | 20    | 0     | 0     | 0     | 0        | 1     | 2     | 8        | --          | .333  | 106   | 24.2     | 22       | 1           | 12       | 1     | 0        | 28       | 2     | 0        | 11    | 10       | 3.65     | 1.38    |
| 通算：18年 | 通算：18年 | 829   | 299   | 154   | 45    | 21       | 206   | 158   | 193      | --          | .566  | 12618 | 3196.0   | 2340     | 299         | 936      | 43    | 46       | 2987     | 43    | 6        | 985   | 884      | 2.49     | 1.03    |

- 各年度の太字はリーグ最高、赤太字はNPBにおける歴代最高

### 通算打撃成績
打率.150（852打数128安打）、7本塁打、52打点

### タイトル
- 最多勝利：2回 （1968年、1973年）
- 最優秀防御率：1回 （1969年）
- 最多奪三振：6回 （1967年 - 1972年） ※当時連盟表彰なし、セントラル・リーグでは、1991年より表彰、6年連続受賞は最長タイ記録（他は鈴木啓示）、6回受賞は金田正一に次ぐセ・リーグ2位。
- 最優秀救援投手（最多セーブ投手）：6回 （1977年、1979年 - 1983年） ※最優秀救援投手は最多タイ記録（他には赤堀元之、佐々木主浩、岩瀬仁紀）、5年連続は歴代最長。最優秀救援投手と最多セーブ投手を合わせた獲得数は歴代最多、セーブ数のみによる表彰は2005年から再開

### 表彰
- 沢村栄治賞：1回 （1968年）※20歳シーズンでの受賞は左投手の最年少記録
- 最優秀選手：2回 （1979年、1981年） ※両リーグでの受賞は史上初
- ベストナイン：1回 （1968年）
- 最優秀投手：1回 （1968年）
- オールスターゲームMVP：3回（1970年 第2戦、1971年 第1戦、1980年 第3戦）
- 月間MVP：1回 （1979年8月）
- ファイアマン賞：2回 （1981年、1982年）
- 日本プロスポーツ大賞 殊勲賞：1回 （1968年）[109]

### 記録
初記録
- 初登板：1967年4月13日、対大洋ホエールズ2回戦（川崎球場）、2回裏に2番手で救援登板、4回無失点
- 初奪三振：同上、2回裏に伊藤勲から
- 初先発：1967年4月19日、対大洋ホエールズ3回戦（阪神甲子園球場）、2回4失点（自責点3）で敗戦投手
- 初勝利・初完投勝利：1967年4月29日、対広島カープ1回戦（阪神甲子園球場）、9回1失点
- 初完封勝利：1967年5月28日、対大洋ホエールズ6回戦（川崎球場）
- 初セーブ：1974年4月10日、対広島東洋カープ2回戦（広島市民球場）、7回裏に2番手で救援登板・完了、3回無失点

節目の記録
- 1000奪三振：1970年7月2日、対大洋ホエールズ12回戦（川崎球場）、7回裏に重松省三から ※史上38人目
- 1500奪三振：1972年4月12日、対読売ジャイアンツ1回戦（阪神甲子園球場）、2回表に堀内恒夫から ※史上18人目
- 100勝：1972年6月21日、対広島東洋カープ12回戦（阪神甲子園球場）、9回3失点完投勝利 ※史上58人目
- 2000奪三振：1974年6月13日、対広島東洋カープ11回戦（阪神甲子園球場）、7回表に深沢修一から ※史上8人目
- 150勝：1975年 4月20日、対読売ジャイアンツ3回戦（後楽園球場）、9回2失点完投勝利 ※史上27人目
- 500試合登板：1977年9月25日、対日本ハムファイターズ後期12回戦（後楽園球場）、9回裏1死に2番手で救援登板・完了、2/3回無失点
- 2500奪三振：1979年5月11日、対読売ジャイアンツ5回戦（広島市民球場）、5回表に王貞治から ※史上7人目
- 600試合登板：1979年9月19日、対阪神タイガース23回戦（阪神甲子園球場）、6回裏2死に3番手で救援登板・完了、3回1/3を1失点 ※史上18人目
- 100セーブ：1981年5月6日、対阪急ブレーブス前期3回戦（後楽園球場）、8回表1死に2番手で救援登板・完了、1回2/3を無失点 ※史上初
- 700試合登板：1981年9月12日、対阪急ブレーブス後期10回戦（阪急西宮球場）、10回裏1死に2番手で救援登板・完了、加藤英司に左前サヨナラ適時打を浴びサヨナラ負け ※史上9人目
- 200勝：1982年7月2日、対近鉄バファローズ後期1回戦（後楽園球場）、7回表2死に2番手で救援登板・完了、2回1/3を無失点 ※史上18人目
- 800試合登板：1983年8月30日、対西武ライオンズ18回戦（西武ライオンズ球場）、7回裏2死に4番手で救援登板・完了、2回1/3を3失点でセーブ投手 ※史上5人目

その他の記録
- ノーヒットノーラン：1973年8月30日、対中日ドラゴンズ20回戦（阪神甲子園球場） ※史上48人目（延長戦での達成は史上唯一、自らのサヨナラ本塁打で決定）
- シーズン225奪三振：1967年 ※高卒新人のセ・リーグ記録
- シーズン401奪三振：1968年 ※20世紀以降の世界記録（ただし、MLB以外の記録は世界記録と認定されない）
- 1試合16奪三振：1968年8月8日、対中日ドラゴンズ17回戦（中日スタヂアム） ※セ・リーグ記録
- 23イニング連続奪三振：1968年8月8日 - 8月21日
- 41イニング連続無失点：1969年4月12日 - 5月15日
- 1試合での34打者連続凡退：1970年9月26日、対中日ドラゴンズ22回戦（阪神甲子園球場） 2回表第3アウト～13回表第3アウト
- シーズン11引分：（1978年、1980年、2回）牛島和彦、藤川球児と並びセ・リーグタイ記録
- 100勝100セーブ ※史上初（後に山本和行・斉藤明夫・大野豊・郭源治・佐々岡真司が達成、先発100勝100セーブは江夏と佐々岡の2人のみ）
- 全球団からセーブ：1981年5月19日、対南海ホークス前期6回戦（平和台野球場）※史上初、交流戦導入前の達成者は江夏のみ。
- 全球団から敗戦：1981年4月5日、対南海ホークス前期1回戦（大阪スタヂアム） ※史上初[110]（達成者は江夏と杉内俊哉（=13球団敗戦）のみ）[注 9]
- オールスターゲーム出場：16回（1967年、1968年、1969年、1970年、1971年、1972年、1973年、1974年、1975年、1976年、1978年、1979年、1980年、1981年、1982年、1983年）
- オールスターゲーム15連続奪三振（1970年 - 1971年） ※オールスター記録

### 背番号
- 71 （1967年入団当初）
- 28 （1967年 - 1975年）
- 17 （1976年 - 1977年）
- 26 （1978年 - 1983年）
- 18 （1984年）

## 関連情報

### 著書
- 『江夏豊自伝 流浪のサウスポー』（1981/5 講談社）
- 『これが、言いたい事のありったけ―さらばプロ野球、乱に生きた18年』（1984/12 徳間書店）ISBN 4195030129
- 『リリーフエースの危機脱出術―ピンチのときこそ相手の得意コースをつけ!』（1985/01 ごま書房）ISBN 4341020641
- 『ワイもいうでェ〜』（1985/01 海越出版社）ISBN 490620323X
- 『野球はアタマや』（1985/03 徳間書店）ISBN 4195978181
- 『男のチャンスはたった一度』（1985/06 徳間書店）ISBN 419503101X
- 『江夏豊のくたばれ管理野球―ここまで言うたら言いすぎやろか』（1988/07 学習研究社） ISBN 4051029476
- 『野茂英雄「大リーグ30試合」』（1996/03 講談社）ISBN 4062080540
- 『くたばれ!ジャイアンツ』（1997/04 小学館） ISBN 4093872201
- 『江夏の法則－草野球バイブル』（1997/12 スキージャーナル） ISBN 4789920615
- 『プロ野球観戦術』（1998/05 スキージャーナル）ISBN 4789920674
- 『松坂大輔へ―江夏豊からのメッセージ』 （2000/03 中央公論新社）ISBN 4120029816
- 『左腕の誇り 江夏豊自伝』（2001/03 草思社）ISBN 479421040X、2010年新潮文庫
- 『江夏豊の超野球学－エースになるための条件』（2004/05 ベースボール・マガジン社）ISBN 4583037937
- 『江夏豊の猛虎かく勝てり―'05年阪神タイガースV奪回観戦記』（2005/10 洋泉社）ISBN 4896919645
- 『なぜ阪神は勝てないのか? 〜タイガース再建への提言』（岡田彰布との共著）角川ONEテーマ21 2009年、角川書店、ISBN 978-4-04-710206-4
- 『昭和プロ野球の裏側～友情と歓喜のドラマの裏に何があったのか? 』（衣笠祥雄、二宮清純との共著）廣済堂新書 2018年3月31日、廣済堂出版、ISBN 978-4331521519

### 連載
- 『江夏豊のアウトロー野球論』（週刊プレイボーイ、集英社）
- 『江夏豊の球界にんげん交遊伝「球人蔵」』（週刊ベースボール、ベースボールマガジン社）

### 出演番組
- 第19回NHK紅白歌合戦（NHK総合・ラジオ第1）
- ナマ虎スタジアム（テレビ大阪）
- GOGOサンデー 大リーグいい場所やった!日本人江夏豊の215球（TBS）
- STVファイターズLIVE（STVラジオ）

### 出演作品
映画
- 『最後の博徒』（1985年、東映） 大松義寛 役 『日本アカデミー賞』新人俳優賞
- 『塀の中の懲りない面々』（1987年、松竹） 蛇哲 役
- 『刑事物語5 やまびこの詩』（1987年、東宝） 狙撃手 役
- 『新宿純愛物語』（1987年、東映） 勝間田 役
- 『ドンマイ』（1990年、松竹） 江夏豊 役
- 『国連情報監視団 殺戮天使（エンジェルターゲット）』（1991年、クラリオンソフト）とうざきごろう 役
- 『ダボ DAVO』（1993年、にっかつ）
- 『水の女』（2002年、日活） 清水忠雄 役

テレビ
- 『影の軍団 幕末編』第13話（1985年12月30日、制作：関西テレビ・東映　放送：フジテレビ系列） 西郷隆盛 役
- 『必殺仕事人ワイド 大老殺し 下田港の殺し技珍プレー好プレー』（1987年10月2日、テレビ朝日系列）ジョン万次郎 役
- 『独眼竜政宗』（1987年、NHK総合） 屋代勘解由 役
- 『ダイアリー-車いすの青春日記-』（1988年2月16日、日本テレビ系列）
- 『整形復顔女流デザイナー殺人事件 カトレアの花束は死のメッセージ!』（1988年5月28日、テレビ朝日系列）
- 『混浴露天風呂連続殺人 那須の殺生石に消えたヌードギャル』（1989年10月21日、テレビ朝日系列） 高沢満男 役
- 『マコトノハナシ』(1991年、NHK総合)

#### CM
- 日本ハム（1980年）
- モブキャスト『モバプロ2 レジェンド』（2017年）

### 漫画・アニメ
- 『巨人の星』
- 『男どアホウ甲子園』
- 『野球狂の詩』連載時は、阪神、南海に在籍、アニメでは広島に在籍
- 『ドカベン プロ野球編』解説者として登場。
- 『フォーエバー神児くん』

### レコード
EP
- 江夏豊『俺の詞』 B面「女心譜」（Victor　SV-6687） 歌：江夏豊
- 東為五郎『さすらい星』（ミノルフォン） 作詞：江夏豊